# San Vicente de Tagua Tagua
San Vicente de Tagua Tagua – miasto w Chile, położone w środkowej części regionu Libertador O’Higgins. 

## Opis
Miasto założone w 1846 roku. Przez miasto przebiega droga R-66 i H-76. 

## Demografia
Źródło.